# Rana miadis
Rana miadis (tên tiếng Anh: Island Leopard Frog) là một loài ếch trong họ Ranidae. Chúng là loài đặc hữu của Nicaragua nơi nó được gọi là rana leopardo isleña.
Các môi trường sống tự nhiên của chúng là các khu rừng ẩm ướt đất thấp nhiệt đới hoặc cận nhiệt đới, đầm nước ngọt, và đầm nước ngọt có nước theo mùa. Loài này đang bị đe dọa do mất môi trường sống.